# 580. Volksgrenadier-Division
Die 580. Volksgrenadier-Division war eine Volksgrenadier-Division der deutschen Wehrmacht im Zweiten Weltkrieg.

## Geschichte
Die 580. Volksgrenadier-Division wurde am 26. August 1944 in der 32. Aufstellungswelle auf dem Truppenübungsplatz Gruppe in Westpreußen aus den Resten der in Nordfrankreich vernichteten 276. Infanterie-Division und durch den Wehrkreis XX aufgestellt.
Noch in der Aufstellungsphase befindlich, wurde die Division am 4. September 1944 in die 276. Volks-Grenadier-Division umbenannt, welche am 15. November 1944 von Gruppe aus an die Westfront verlegt wurde.
Kommandeur war über das Bestehen hinweg der Generalmajor Kurt Möhring.

## Gliederung
- Grenadier-Regiment 1198 mit zwei Bataillonen, wurde nach der Auflösung der Division Grenadier-Regiment 986
- Grenadier-Regiment 1199 mit zwei Bataillonen, wurde nach der Auflösung der Division Grenadier-Regiment 987
- Grenadier-Regiment 1200 mit zwei Bataillonen, wurde nach der Auflösung der Division Grenadier-Regiment 988
- Artillerie-Regiment 1580 mit vier Bataillonen, wurde nach der Auflösung der Division Artillerie-Regiment 276
- Divisionseinheiten 1580, wurde nach der Auflösung der Division Divisionseinheiten 276